# Sebastian Krantz
Sebastian Jan Daniel Krantz, född 3 januari 1994 i Huskvarna, Jönköpings kommun, är en svensk musikproducent, radioproducent och programledare.

## Biografi

### Musik
Sebastian Krantz påbörjade sin musikaliska karriär som 12-åring och gjorde debut i TV-programmet Junior Eurovision Song Contest där han hamnade på en fjärdeplats. Krantz har sedan dess synts till i TV-program såsom X Factor, Idol, Disney Channel och Talang. Han tog sig till final i Talang 2008 med sitt bidrag "Du och Jag".
Krantz släppte 2015 singlarna Värdelösa Människa som belönats med guldskiva, och Mellan han & hon. Han har också skrivit låtar till andra svenska och utländska artister, bland annat till den japanska gruppen Sexy Zone.

### Poddradio
Sebastian Krantz har drivit produktionsbolaget Zebulon Media som producerade flera podcast-kanaler, exempelvis Svenska mordhistorier, Paranormalia (Hemsökt), Sagostunden samt Ufo-podden.
2019 uppdagades att Sebastian Krantz plagierat flera texter som använts i poddradioprogram bland annat Svenska rån, Ufopodden, Hemsökt  och Svenska mordhistorier samt en nyutgiven bok kopplad till radioprogrammet Svenska mordhistorier. Avslöjandet ledde till att förlaget Bookmark lät samtliga rättigheter återgå till författarna samt att Krantz i början av 2020 lät meddela att han lämnar podcastbranschen.

## Diskografi

### Bidrag på samlingsalbum[7]
- 2006 – Ta tag i situationen, på Junior Eurovision Song Contest 2006, Sweden
- 2008 – Om varje dag kunde vara jul, på Julehits for kids, Norge
- 2008 – Du och jag, på Absolute Kidz 24 Summer Party
- 2009 – Vart ska jag leta?, på Hits for kids 21

### Singlar
| År   | Låttitel                      |  | Medverkande                       | Information                                       |
| ---- | ----------------------------- |  | --------------------------------- | ------------------------------------------------- |
| 2009 | "Du och jag"                  |  | Sebastian Krantz                  | Skriven av: A. Shöld                              |
| 2009 | "Vart ska jag leta"           |  | Sebastian Krantz                  | Skriven av: S.Krantz                              |
| 2010 | "Om varje dag kunde vara jul" |  | Sebastian Krantz                  | Skriven av: S.Krantz                              |
| 2010 | "Human"                       |  | Sebastian Krantz                  | Skriven av: S. Krantz                             |
| 2011 | "Be Without you"              |  | Sebastian Krantz                  | Skriven av: T. Granlind                           |
| 2012 | "You belong to me"            |  | Sebastian Krantz, Michaela Osberg | Skriven av: S. Krantz / M. Osberg / T. Granlind   |
| 2013 | "Andra Kapitlet"              |  | Lukas Marburger                   | Skriven av. S. Krantz / M. Lindberg               |
| 2014 | "Utan dig"                    |  | Sebastian Krantz, Paraverbal      | Skriven av: S. Krantz / P. Källberg               |
| 2015 | "Värdelösa Människa"          |  | Sebastian Krantz                  | Skriven av: S. Krantz                             |
| 2015 | "Mellan han och hon           |  | Sebastian krantz, Jonielol        | Skriven av: S. Krantz / M. Lindberg / J. Norström |
| 2016 | "why?"                        |  | Sexy Zone (JAPAN)                 | Skriven av: S. Krantz / H. Wilén                  |